# Guion multimedia
Un guion multimedia es un documento que estructura todas las pantallas de una aplicación informática multimedia diseñada para ejecutarse en una plataforma web, en un teléfono móvil o localmente en un ordenador usando un CD. 
Su formato se basa en imágenes, similar a un guion gráfico cinematográfico, pero sumando a estas pantallas la descripción los elementos sensibles a la interacción del usuario y su comportamiento. También se explica el comportamiento de los elementos que no dependen del usuario para activarse, ejemplo: animaciones, sonidos que se cargan al cargarse la página, etc.
El guion multimedia explica cómo se combinan en cada pantalla o nodo los elementos de sonido, imágenes, video y texto.  De esta manera el equipo de diseñadores, programadores y redactores y demás profesionales vinculados a la producción de este tipo de trabajos pueden coordinar sus labores, sea en la realización de páginas web, aplicaciones móviles o un videojuego.
El conjunto de pantallas o nodos que conforman un guion multimedia, conforman lo que se conoce como árbol de navegación, que no es otra cosa que la estructura general de la aplicación y los posibles caminos que el usuario podría tomar a través de la interacción con su interfaz gráfica.
Guillem Bou publicó en su libro El guion multimedia una nomenclatura para escribir este tipo de guiones. El Ministerio de Educación y Ciencia de España editó una Guía telegráfica de diseño de una escena multimedia interactiva para comunicadores y educadores basada en la obra anterior y en la posterior El guion multimedia. Edición 2003.